# Uniform Aanbestedingsreglement
De UAR (of het Uniform Aanbestedingsreglement) was tot 15 augustus 2004 een Nederlandse aanbestedingsregeling.
Het UAR is de voorloper van de huidige Aanbestedingswet voor werken (van vaak bouwkundige aard): ARW (Aanbestedingsreglement werken). De UAR stamt uit de jaren zestig van de twintigste eeuw en is per 15 augustus 2004 overgegaan in de ARW.
De UAR voorzag in een aanbestedingsregeling voor vooral de aannemerij, waarbij werken in zijn geheel of onderdelen van werken die een duidelijke afbakening kennen, werden aanbesteed aan zogenaamde inschrijvers.
De problematiek van de aanbesteding zoals deze plaatsvond ten tijde van de UAR concentreerde zich rond het fenomeen aannemersoverleg. Binnen het aannemersoverleg werden tussen aannemers onderling prijsafspraken gemaakt over een uit te voeren werk. Deze praktijk werd lange tijd gedoogd. Vooral de overheid heeft bij het uitgeven van eigen opdrachten in haar ogen last gehad van het spel tussen de aannemers, waarbij niet de laagste maar de in de ogen van de aannemers meest geschikte prijs het won. Een in Nederland bekend aannemersoverleg was de ZNAF (Zuid Nederlandse Aannemers Federatie). De verschillende in Nederland opererende aannemersfederaties zijn in opgegaan in de AFNL.
Een bijkomend uitvloeisel van het aannemersoverleg was de zogenaamde inschrijfvergoeding. Voor elke inschrijvende aannemer gold dat deze een vergoeding kreeg voor het doen van de inschrijving. Deze som werd uitgekeerd door de winnende aannemer die het werk ook zou gaan uitvoeren.
UAR per periode
- Uniform Aanbestedingsreglement
- Uniform Aanbestedingsreglement EG 1991
- Uniform Aanbestedingsreglement 2001